# Sudlersville
Sudlersville é uma cidade  localizada no estado americano de Maryland, no Condado de Queen Anne's.

## Demografia
Segundo o censo americano de 2000, a sua população era de 391 habitantes.
Em 2006, foi estimada uma população de 397, um aumento de 6 (1.5%).

## Geografia
De acordo com o United States Census Bureau tem uma área de
0,8 km², dos quais 0,8 km² cobertos por terra e 0,0 km² cobertos por água. Sudlersville localiza-se a aproximadamente 15 m acima do nível do mar.

## Localidades na vizinhança
O diagrama seguinte representa as localidades num raio de 16 km ao redor de Sudlersville.